# Rabí

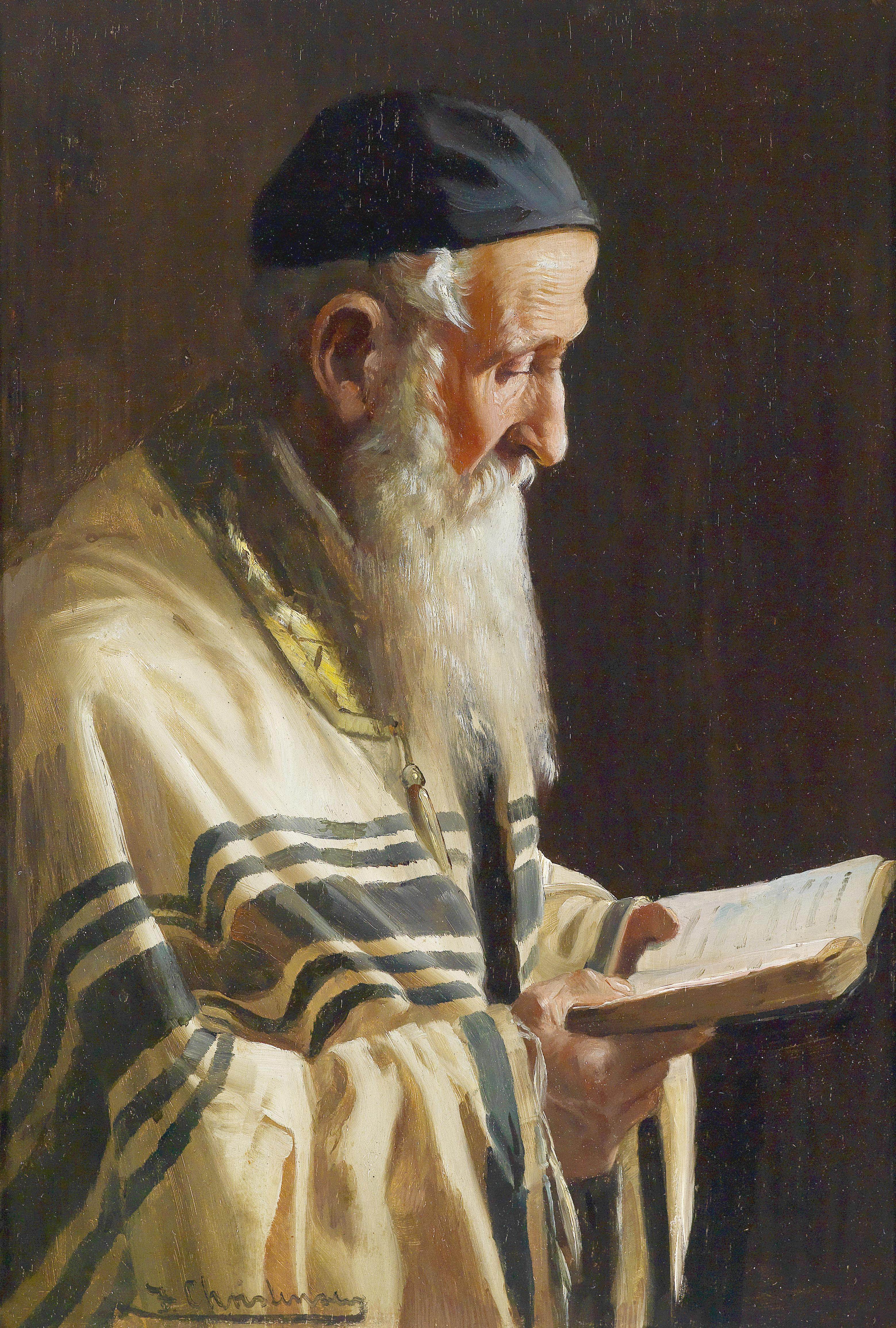
Un rabí

El rabí (hebreu: רַבִּי, rabbí‎, en hebreu modern: rav, en hebreu asquenazita: rov o rouv; pronunciat ribbí per alguns sefardites; de l'hebreu רָב, «gran») és un mestre o doctor de la llei jueva. És una persona que gràcies al seu grau d'erudició en l'estudi de la Torà pot prendre decisions o emetre judicis en qüestions de llei jueva. D'acord amb la importància de la llei jueva en la vida tradicional jueva, el rabí ha estat durant molt de temps la figura dominant dins de la comunitat jueva. Després de l'Haskalà (o il·lustració jueva) i sobretot del judaisme reformista, el seu paper va ser fortament redefinit en els sectors no ortodoxes.
El terme s'usa, juntament amb el de hakham o «savi» (hebreu: חָכָם‎), per denominar els savis jueus. En hebreu l'expressió significa «mon mestre» o, més literalment, «mon major», ja que el sufix pronominal -i denota possessiu de primera persona singular. Existeix igualment el terme rabenu, en hebreu רַבֵּינוּ, que denota el possessiu de primera persona plural i, per tant, significa «el nostre mestre».
Des de l'edat mitjana va començar a utilitzar-se el terme «gran rabí» per a referir-se al líder principal de la comunitat. Actualment a Israel hi ha un consell rabínic amb dos rabins principals, un que representa el ritu sefardita i l'altre els asquenazites. No existeix un rabinat central per a tota la comunitat jueva.

## Funció rabínica a l'època de la Mixnà i el Talmud
La paraula «rabí», procedeix de l'arrel «R-B-B», que significa grandesa o multitud, apareix a la Bíblia hebrea durant l'episodi de l'èxode d'Egipte on designa l'Erev Rav (ערב רב, «Gran Multitud»), els esclaus convertits que van seguir els Fills d'Israel. Aquest terme té el seu equivalent en àrab: ربّ, rabb, «senyor». En la tradició hebrea, no li designa una funció sinó que constitueix un títol de respecte, així és amb rav hatabbahim («cuiner en cap» o «xef») o rav hovel («mariner en cap», és a dir «capità»). Els savis recomanen utilitzar aquest terme per a qualsevol persona de qui s'hagi rebut un ensenyament, fins i tot si era inferior en saviesa i havia ensenyat només una lletra.
Durant l'època del Segon Temple, al període tanaïta, no hi ha cap prerrogativa sobre els cohanim (sacerdots), que ofereixen el culte diví al Temple, ni sobre els levites, que els ajuden. El paper dels rabins és el d'un jutge o àrbitre la decisió del qual ha d'ajustar-se a la Llei, que, segons la tradició jueva, està registrada a la Torà SheBiKhtav (la «Torà escrita», és a dir, la Bíblia hebrea), rebuda per Moisès al Sinaí, i es va expandir a la Torà SheBe'al Pe (la «Torà oral»), una tradició oral d'exegesi també iniciada al Sinaí. La finalitat dels seus estudis és principalment trobar solucions a noves problemàtiques, a partir dels ensenyaments dels seus predecessors i de la seva jurisprudencia. La seva autoritat es basa només en el respecte inspirat per la seva ciència, independentment de la seva ascendència i antecedents. La seva consagració és veure reconeguda aquesta autoritat pels seus companys i pels alumnes que volen aprendre d'ell abans de convertir-se en mestres.
Va ser després de la destrucció del Temple de Jerusalem l'any 70 que es va convertir en l'única figura d'autoritat, els cohanim i els levites només tenien prestigi simbòlic. També va ser en aquesta època quan van aparèixer els títols rabínics, el primer portador d'aquest títol va ser el rabí Yohanan ben Zakai.
«Rabí» (en hebreu: רַבִּי, rabbí‎) —plural rabbanim, pronunciat ribbí en hebreu sefardita i hebreu iemenita— esdevé al segle i, el títol atorgat als talmid hakham («deixebles dels savis») cridats a exercir una funció pública, després d'una cerimònia d'ordenació, la semikha. Només pot ser transmès pels chazals (savis) de la terra d'Israel, a qui ells mateixos hi van ser ordenats pel Sanedrí segons el costum transmès pels ancians, i donats l'autoritat per jutjar els casos penals.
No tots els savis tenen aquest títol: a més dels rabins babilònics, que són ordenats als seus col·legis després d'una cerimònia més informal, i només poden rebre el títol de rav, alguns només es coneixen pel nom del seu pare, d'altres pel de rabban, que és, segons alguns, reservat als presidents del Sanedrí i, segons altres, als rabins més prestigiosos de les generacions passades.
El rabí no és remunerat pels seus deures (i no pot ser-ho); per tant ha d'exercir una altra professió. Hil·lel era llenyataire i Xammai paleta, el rabí Ḥanina i el rabí Oshaya són sabaters, Ḳarna un tastador de vins, el rav Huna un portador d'aigua., etc. El rabí pot, tanmateix, com a funcionari del tribunal, sol·licitar una compensació pel temps dedicat a l'exercici d'aquesta funció.

## Rabinat a l'edat mitjana

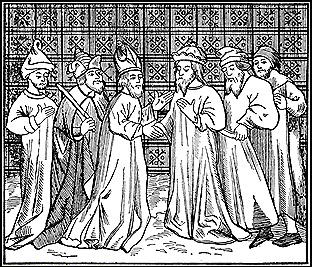
Rabins francesos de l'edat mitjana

L'ordenació formal va desaparèixer definitivament l'any 425, arran de les mesures adoptades per Teodosi II. Els títols rabínics de rav i rabí, així com rabenu («el nostre mestre») es continuen utilitzant, tot i que el segon s'utilitza amb un altre sentit.
La situació i l'estatus dels rabins es va mantenir essencialment igual a l'edat mitjana, amb algunes excepcions, com els membres dels col·legis acadèmics de Babilònia, que cobraven els seus sous d'una part de les subvencions pagades a les acadèmies, i tenien l'encàrrec de respondre les preguntes dels donants.
No obstant això, els rabins es troben sovint a l'avantguarda del coneixement tant en el camp laic com en el religiós, sota l'impuls de Saadia Gaon, que va contrarestar la influència cultural i teològica del món islàmic adaptant els èxits d'aquesta tradició a la jueva. De vegades aconseguiren alts càrrecs a la cort dels sobirans, sobretot a l'Al-Àndalus. La situació és notablement diferent a França i Alemanya, on els jueus s'enfronten, en el millor dels casos, a la desconfiança i a la persecució de les poblacions cristianes locals, cosa que els impedeix participar activament en la vida pública.

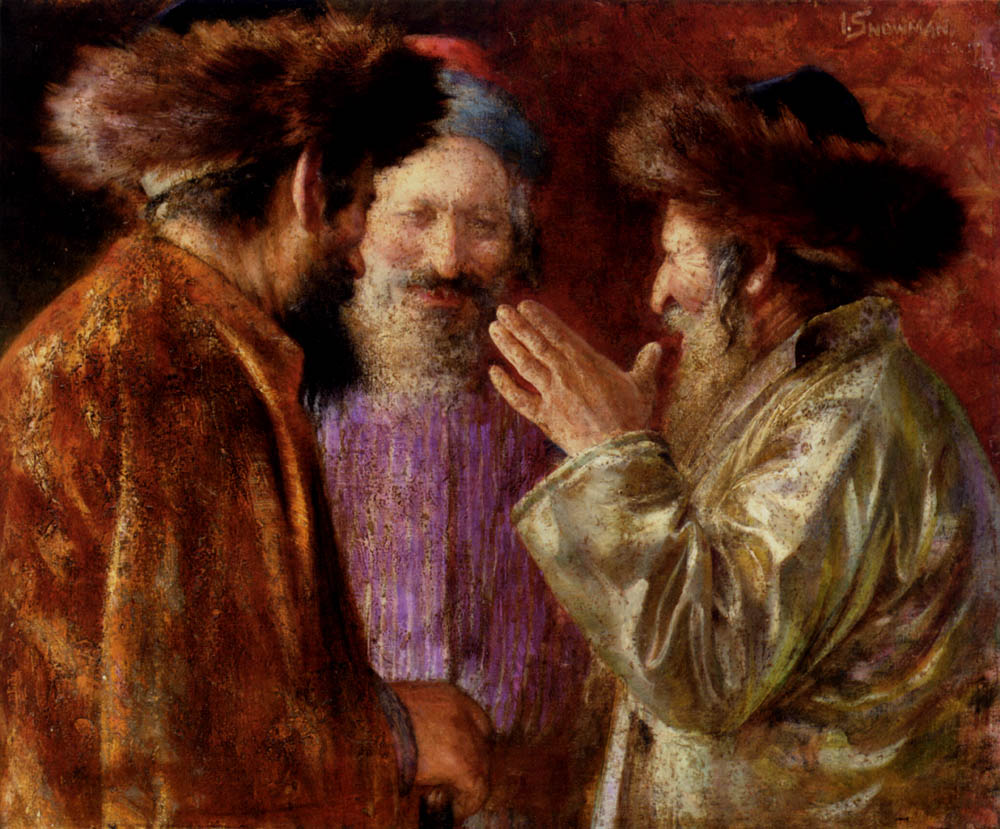
Tres rabins de Jerusalem d'Isaac Snowman

L'abast de les funcions i jurisdicció del rabí depèn principalment de la bona voluntat de les autoritats; en determinats moments, aquests afavoreixen la centralització de l'autoritat, prefigurant la funció de gran rabí, en atorgar a certs mestres eminents, com Salomó ben Adret, Hasdai Cresques o Meïr de Rothenburg, autoritat religiosa a nivell regional, fins i tot nacional, que facilita el manteniment de l'autoritat judicial. En l'àmbit local, l'antic concepte de mestre local (mara deatra) troba, a l'Europa central, el seu equivalent amb el Landesrabbiner.
En general, als rabins se'ls concedeix l'autoritat exclusiva per prendre decisions en qüestions religioses i civils, complementada amb la supervisió de les institucions destinades a garantir la vida jueva, com ara la matança i el bany ritual (micvé). D'altra banda, no tenen cap autoritat particular en l'organització del propi culte.

## Rabinat fins alseglexviii

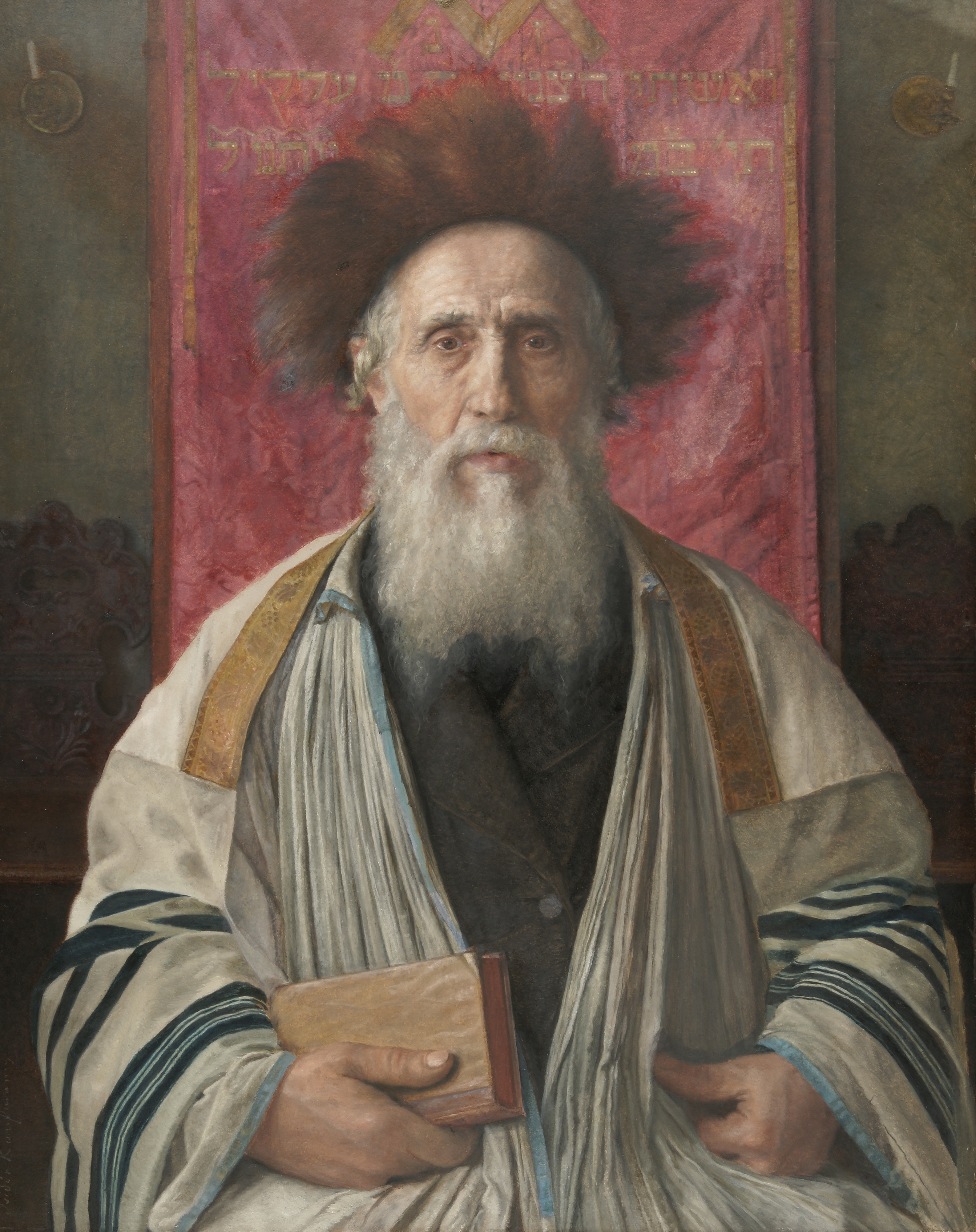
Retrat d'un rabí, d'Isidor Kaufmann.

L'expulsió dels jueus d'Espanya l'any 1492 va alterar l'equilibri del món jueu, que actualment està dividit en dos grans pols, l'Europa de l'Est d'una banda, el nord d'Àfrica i l'Orient Mitjà de l'altra.

### Rabí al món musulmà
En aquestes últimes comunitats i en les comunitats establertes en terres musulmanes abans de l'arribada dels sefardites, els estudiosos no poden prendre el títol de rav, atès que rabb és un dels noranta-nou noms de Déu. Llavors Hakham («Savi») esdevé un dels títols escollits amb més freqüència per referir-s'hi a Egipte, Síria i la terra d'Israel, però es troben altres qualificatius, com morè tzedeq («professor de justícia»), dayan («jutge»), haver bet din («membre del tribunal»). Els rabins oficials van tenir un paper central en el manteniment de les condicions morals de les seves comunitats, i s'ocuparen de la redempció dels captius. Els títols utilitzats en lloc de «gran rabí» foren: el gran rabí de la terra d'Israel s'anomenava Rishon LeTzion; a partir de 1836, un rabí que governava tots els jueus sota el domini otomà, inclosa la terra d'Israel, va ser designat amb el títol de Hakham Bashi; el títol també es va estendre al nord d'Àfrica.
El càrrec de rabí, mestre i membre o jutge dels tribunals que segueixen la llei jueva, esdevé remunerat, quan els estudiosos ja no troben cap altre mitjà per guanyar-se la vida, i perquè no descuidin els seus estudis, especialment després de l'expulsió del jueus d'Espanya.

### Rabí a l'Europa central i occidental
Al segle xv, el costum de lliurar als estudiosos un hatarat horaa («llicència per ensenyar») es va estendre a Europa central. A més, això els atorga el títol de Mori («mon professor»). Tanmateix aquesta innovació és criticada com una imitació del costum dels cristians, que confereixen doctorats als seus estudiosos. Aquesta pràctica s'ha estès s'estén i aquest grau fins i tot s'anomena semikha actualment.
A França, Napoleó, quan va emancipar els jueus, va donar als rabins el càrrec de ministre de culte i va establir el consistori central, on els rabins estaven sotmesos a l'autoritat del gran rabí de França.

## Dones rabines ordenades
Tradicionalment, les dones es mantenien allunyades dels estudis, no hi havia dones rabines ordenades abans del segle xx, i totes estaven en corrents no ortodoxes del judaisme.
En el judaisme ortodox, d'acord amb el Talmud, els legisladors jueus van sostenir que no es permetia a les dones servir en una posició d'autoritat religiosa sobre una comunitat jueva. Aquesta sentència encara se segueix en els cercles jueus ortodoxos, però s'ha relaxat en branques com el judaisme conservador, el reconstruccionista o el reformista, que són menys estrictes en la seva adhesió a la llei tradicional jueva o més generalment als Estats Units.
Hi va haver alguns casos rars de dones que van assumir el paper de rabins en segles anteriors, com Asenath Barzani, una erudita kurda a qui se li va conferir informalment el títol de tanaïm, l'equivalent de facto d'un títol rabí i Hannah Rachel Verbermacher, també coneguda com la Donzella de Ludmir, l'única dona, Rebe, en la història del hassidisme.
La primera dona rabina fou Regina Jonas, ordenada formalment a Alemanya el 1935. Sally Priesand es convertí en la primera dona rabina del judaisme reformista el 1972, el Reform Judaism's Hebrew Union College ha ordenat 582 dones rabines (fins al 2010). Sandy Eisenberg Sasso es va convertir en la primera rabina del judaisme reconstruccionista el 1974 i Amy Eilberg es va convertir en la primera rabina del judaisme conservador-Masortí el 1985. Des d'aleshores, 240 dones han estat ordenades rabines entre els reconstruccionistes i 187 dones entre els conservadors-Masortí (fins al 2011).
A tot el món, el 2019 hi havia al voltant de mil dones rabines: uns vuit-cents als Estats Units, una cinquantena a Europa i la resta a Israel. A la Gran Bretanya, l'any 2006, el Leo Baeck College, situat a Londres, havia ordenat trenta dones rabines d'un total de 158 ordenacions des de 1956, començant per Jackie Tabick.
A Israel, recentment hi ha hagut grans canvis d'actitud entre molts jueus ortodoxos: per exemple, l'Institut Shalom Hartman, fundat pel rabí David Hartman, va obrir el 2009 un programa que atorga la semikha a les dones. El rabí Aryeh Strikovsky va treballar a la dècada de 1990 amb el rabí Avraham Shapira per iniciar el programa de formació de dones ortodoxes com a Halakhic Toanot als tribunals rabínics. Des de llavors han format 72 dones. A més, el rabí Strikovsky va concedir l'ordenació de Haviva Ner-David el 2006. A Israel, un nombre creixent de membres femenins del judaisme ortodox estan sent entrenats com Yoatzot Halakha.
El primer congrés mundial sobre el judaisme femení, The Daughters of Rashi, es va celebrar el juny 2019 a França a La Maison de Rachi de Troyes.

## Denominació
Cal esmentar també la forma ídix per rabí; Rebe designa encara un nombre de rabins de dinasties hassídiques. És probablement per contaminació fonètica del terme rabí (pronunciat Rabbaï) als Estats Units.
El terme Rav va donar en ídix Reb, un títol donat a gairebé qualsevol adult implicat en l'estudi dels textos, el més sovint el Talmud, a diferència dels caraïtes que atorgaven el títol de Hakham a aquells que eren estudiosos de la Torà.

## Termes derivats
«Rabinar» és un terme usat a l'edat mitjana per denominar la degollina feta per un xohet o escorxador segons el ritu jueu, que fa que la carn de l'animal es converteixi en caixer o apta per al consum.